# Саид, Рифаат
Мухаммед Рифаат Эль-Саи́д (Мохаммед ас-Сайд, араб. محمد رفعت السعيد‎, Muhammad Rifaʻatu s-Saʻīd, 11 октября 1932 — 17 августа 2017) — египетский учёный-историк, публицист, общественный и политический деятель. Один из руководителей Национально-прогрессивной (левой) партии (Тагамму), её генеральный секретарь.
У Саида было две докторские степени по истории (в том числе из Лейпцигского университета), он был лектором по совместительству в Американском университете в Каире. Автор работ по проблемам национально-освободительного движения, истории социалистической мысли и левых организаций Египта, критике политического ислама.

## Политическая биография
Был важной фигурой в коммунистическом движении Египта, в котором участвовал с конца 1940-х. Тогда и до 1950-х Эль-Саид был активистом прокоммунистического Демократического движения за национальное освобождение (ХАДЕТУ) и считался близким к его лидеру движения Анри Куриэлю.
В рамках подавления насеристскими властями коммунистической деятельности был арестован в 1958 году и провёл четыре года в тюрьме. Его вновь арестовывали в 1978 году за статью, адресованную Джихану Садат, супруге президента Египта Анвара Садата, под заглавием «Жены президентов республики, объединяйтесь». Известный своей оппозицией всем президентам, правившим Египтом, к Садату он был наиболее критичен.
Вместе с Халедом Мохи эд-Дином основал оппозиционную Садату Национально-прогрессивную (левую) партию Тагамму и стал её организационным секретарём. Он также активно писал для партийного органа Тагамму «аль-Ахали».
Внутри Тагамму Эль-Саид отождествлялся с течением со склонностью к компромиссу с режимом следующего президента Хосни Мубарака. Примечательно, что под его руководством Тагамму был единственной оппозиционной партией, не бойкотировавшей выборы 1990 года (тем не менее, она получила только 6 мест — меньше, чем Новый Вафд и Социалистическая трудовая партия, чьи представители баллотировались как независимые кандидаты). В начале 1995 года партия приняла номинирование президентом ас-Саида в Совет шуры, верхнюю палату парламента.
По мнению Эль-Саида, тактический союз с Мубараком проистекал из желания заблокировать исламистскую силу «Братья-мусульмане», чтобы та не смогла усилить свое влияние в египетской политике. Он обвинял исламистов в смешении религии и политики, и как следствие, вытеснении египетских левых из политического процесса, Последовательная яростная борьба Эль-Саида «против исламизации» составляла ключевой компонент его политического дискурса. Он посвятил этой теме многие из своих письменных работ (например, Contre L’Integrisme Islamiste на французском языке). В ответ на решительную позицию против политического ислама боевики-фундаменталисты вносили его в свои списки на уничтожение на видных местах.
В Тагамму Эль-Саид оставался неоднозначной фигурой из-за его связей с Мубараком. Некоторые несогласные в партии, например, Абд аль-Гаффара Шукра, винили его в низведении её из ведущей оппозиционной силы до де-факто мелкой попутчицы режима, другие также не соглашались с его жёсткой позицией против «Братьев-мусульман».
Разногласия в партии вновь вспыхнули после египетской революции 2011 года, когда 73 члена Центрального комитета партии подали в отставку в знак протеста против руководства Эль-Саида. В частности, яблоком раздора было участие Тагамму в выборах 2010 года. Это побудило ряд протестующих вскоре после революции отколоться от Тагамму и участвовать в создании Социалистического народного блока.
Эль-Саид умер 17 августа 2017 года в возрасте 84 лет.

## Некоторые сочинения
- Тарих аль-фикр аль-иштираки фи Миср (История социалистической мысли в Египте), Каир, 1969.
- Усус иджтимаийя ас-саура Ораби (Социальные основы восстания Ораби), Каир, [1973].
- Трое ливанцев в Каире: Шамиль, Антун и Джаббур, Каир, 1973.
- аль-Ясар аль-Мисри ва-ль-кадыйя аль-фалястинийя (Египетские левые и Палестинская проблема), Каир, 1974.
- Тарих аль-харака аль-иштираки йя фи Миср. 1900—25 (История социалистического движения в Египте, 1900—25), Каир, 1975, 1980.
- ас-Сихафа аль-ясарийя фи Миср. 1925—1948 (Левая печать в Египте. 1925—48), Каир, 1975.
- Саад Заглул бейна-ль-айман ва-ль-айсар (Саад Заглул между правыми и левыми), Каир, 1975.
- Мустафа Наххас — ас-сийяси, аль-каид ва-ль-мунадиль (Мустафа Наххас — политик, вождь, борец), Каир, 1976.
- Тарих аль муназзимат аль-ясарийя аль-мисрийя. 1940—50 (История египетских левых организаций. 1940—50), Каир, 1977.
- ас-Сихафа аль-ясарийя фи Миср. 1950—1952 (Левая печать в Египте 1950-1952), Каир, 1980.
- Хасан Аль-Банна: Когда, как, почему?, 1997.
- Антиисламизация, 1998.
- Размышления о Насирии, 2000.
- Просто воспоминания, 2000.
- Революция 1919 года, социальные силы и их роль, попытка нового видения, 2009.